# ديرفيلد (نيويورك)
ديرفيلد (بالإنجليزية: Deerfield, New York)‏ هي بلدة أمريكية تقع في الولايات المتحدة في مقاطعة أونيدا، نيويورك. يقدر عدد سكانها بـ 4,273 نسمة ومساحتها 85.6 كم2 وترتفع عن سطح البحر 309 متر.